# Wilhelm Gustav Franz Herter
Wilhelm (Guillermo) Gustav Franz Herter, född den 10 januari 1884 i Berlin, död den 17 april 1958 i Hamburg, var en tysk mykolog som var specialiserad på Lycopodiales. Mellan 1923 och 1939 bodde han och arbetade i Uruguay och blev 1925 uruguayansk medborgare. Taxa med epitetet herteri är uppkallade efter honom.
Auktorsnamnet Herter kan användas för Wilhelm Gustav Franz Herter i samband med ett vetenskapligt namn inom botaniken; se Wikipediaartiklar som länkar till auktorsnamnet.